# Hugo Smaldone
Hugo Smaldone (nacido el 24 de enero de 1968), conocido como "Pachorra" Smaldone, es un exfutbolista y entrenador argentino de fútbol que actualmente dirige al Club Atlético Social y Deportivo Camioneros del Torneo Federal A de Argentina.

## Trayectoria

### Como futbolista
Smaldone jugó para el Club Atlético San Telmo, Club Atlético Atlanta, Deportivo Armenio, Newell's Old Boys y Deportivo Español en su Argentina natal. También jugó para el Busan IPark (en ese entonces conocido como Daewoo Royals) de la K League de Corea del Sur. Fue primer jugador argentino junto con Rubén Bernuncio en jugar en la Liga K, aunque solo apareció en la Copa de la Liga (3 partidos).

### Como entrenador
Después de retirarse como futbolista, se convirtió en entrenador de fútbol, liderando clubes de ligas inferiores como Deportivo Armenio, Deportivo Español, San Telmo, Talleres de Remedios de Escalada y Atlético Camioneros. Renunció como entrenador de San Telmo después de ganar sólo tres de los 19 partidos de Primera B Metropolitana durante el torneo Apertura 2004.
En 2005 dirigió al Deportivo Español en la Primera B. También dirigió a Talleres (RE) hasta que fue designado para liderar al Deportivo Armenio de la Primera B Metropolitana en noviembre de 2008.